# Châtillon-sur-Morin

Châtillon-sur-Morin este o comună în departamentul Marne, Franța. În 2009 avea o populație de 191 de locuitori.